# العلاقات الآيسلندية الصينية
العلاقات الآيسلندية الصينية هي العلاقات الثنائية التي تجمع بين آيسلندا والصين.

## مقارنة بين البلدين
هذه مقارنة عامة ومرجعية للدولتين:
| وجه المقارنة                                              | آيسلندا          | الصين                    |
| --------------------------------------------------------- | ---------------- | ------------------------ |
| المساحة (كم2)                                             | 103.00 ألف       | 9.60 مليون               |
| عدد السكان (نسمة)                                         | 317.35 ألف       | 1.33 مليار               |
| الكثافة السكانية (ن./كم²)                                 | 3.08             | 138.54                   |
| العاصمة                                                   | ريكيافيك         | بكين                     |
| اللغة الرسمية                                             | اللغة الآيسلندية | اللغة الصينية القياسية   |
| العملة                                                    | كرونة آيسلندية   | رنمينبي                  |
| الناتج المحلي الإجمالي (بليون دولار)                      | 23.91 مليار      | 12.24 تريليون            |
| الناتج المحلي الإجمالي (تعادل القوة الشرائية) بليون دولار | 15.79 مليار      | 19.82 تريليون            |
| الناتج المحلي الإجمالي الاسمي للفرد دولار أمريكي          | 50.17 ألف        | 8.03 ألف                 |
| الناتج المحلي الإجمالي للفرد دولار أمريكي                 | 46.55 ألف        | 13.21 ألف                |
| مؤشر التنمية البشرية                                      | 0.899            | 0.728                    |
| رمز المكالمات الدولي                                      | +354             | +86                      |
| رمز الإنترنت                                              | .is              | .cn، .中国 ‏، .中國 ‏      |
| المنطقة الزمنية                                           | 00، أوروبا/لندن ‏ | توقيت الصين، ت ع م+08:00 |

## مدن متوأمة
في ما يلي قائمة باتفاقيات التوأمة بين مدن آيسلندية وصينية:
- ترتبط كوبافوغور مع ووهان باتفاقية توأمة.
- ترتبط هافنارفيوردور مع باودينغ باتفاقية توأمة.[16]

## منظمات دولية مشتركة
يشترك البلدان في عضوية مجموعة من المنظمات الدولية، منها:
| علم المنظمة | اسم المنظمة                               | تاريخ انضمام آيسلندا | تاريخ انضمام الصين |
| ----------- | ----------------------------------------- | -------------------- | ------------------ |
|             | وكالة ضمان الاستثمار متعدد الأطراف        | 25 سبتمبر 1998       | 30 أبريل 1988      |
|             | منظمة الشرطة الجنائية الدولية             | ?                    | ?                  |
|             | مجموعة الموردين النوويين                  | ?                    | ?                  |
|             | منظمة حظر الأسلحة الكيميائية              | ?                    | ?                  |
|             | منظمة التجارة العالمية                    | ?                    | 11 ديسمبر 2001     |
|             | الفريق المعني برصد الأرض                  | ?                    | ?                  |
|             | الأمم المتحدة                             | 19 نوفمبر 1946       | 25 أكتوبر 1971     |
|             | مؤسسة التمويل الدولية                     | 20 يوليو 1956        | 15 يناير 1969      |
|             | يونسكو                                    | 8 يونيو 1964         | 4 نوفمبر 1946      |
|             | مؤسسة التنمية الدولية                     | 19 مايو 1961         | 24 سبتمبر 1960     |
|             | البنك الدولي للإنشاء والتعمير             | 27 ديسمبر 1945       | 27 ديسمبر 1945     |
|             | المنظمة الهيدروغرافية الدولية             | ?                    | ?                  |
|             | الاتحاد البريدي العالمي                   | ?                    | ?                  |
|             | المركز الدولي لتسوية المنازعات الاستشارية | 14 أكتوبر 1966       | 6 فبراير 1993      |
|             | الاتحاد الدولي للاتصالات                  | 1 أكتوبر 1906        | 1 سبتمبر 1920      |

## وصلات خارجية
- موقع وزارة الخارجية الآيسلندية
- موقع وزارة الخارجية الصينية